# لیند (ماین-کبلنتس)
لیند (به آلمانی: Lind) یک شهر در آلمان است که در ماین-کبلنتس واقع شده‌است. لیند ۵۶ نفر جمعیت دارد.